# Bataille de la baie de Fundy
Première Guerre intercoloniale
Batailles
Baie d'Hudson
- Baie d’Hudson (1686)
- Fort Albany (1688)
- Fort Albany (1693)
- York Factory (1694)
- Baie d'Hudson (1697)

Québec et New York
- Lachine
- Schenectady
- Québec
- La Prairie
- Vallée Mohawk

Nouvelle-Angleterre, Acadie et Terre-Neuve
- Dover
- Pemaquid (1er)
- Salmon Falls
- Port Royal
- Fort Loyal
- Chedabucto
- York
- Wells
- Oyster River
- Baie de Fundy
- Pemaquid (2e)
- Chignectou
- Fort Nashwaak
- Terre-Neuve
- Haverhill

La bataille de la baie de Fundy est une bataille navale livrée le 14 juillet 1696, en baie de Fundy, près de Saint-Jean, au Nouveau-Brunswick, au Canada, entre la Nouvelle-France et l'Angleterre durant la Première Guerre intercoloniale, pendant nord-américain de la guerre de la Ligue d'Augsbourg qui fait alors rage en Europe.

## La bataille
La bataille de la baie de Fundy a lieu le 14 juillet 1696 entre les navires de Pierre Le Moyne d'Iberville et des navires anglais en provenance de Boston. Les navires anglais sont envoyés de Boston pour interrompe le ravitaillement en provenance de Québec vers la capitale de l'Acadie, le Fort Nashwaak sur la rivière Saint-Jean. Les vaisseaux français de guerre, l'Envieux et le Profond capturent la frégate anglaise Newport de 24 canons, alors que l'autre navire anglais le Sorlings de 34 canons s'enfuit.

### Le 14 juillet
À cinq lieu de la rivière Saint-Jean, d'Iberville mit l'ancre dans le brouillard. À 2 h 0, le brouillard s'est levé et les navires français pouvaient voir les trois navires anglais qui se dirigeaient vers la rivière Saint-Jean. À un lieu, les Anglais aperçurent les vaisseaux français et se dirigent vers eux.  
Le commandant Simon-Pierre Denys de Bonaventure, capitaine du navire le Profond masque son caractère guerrier, gardant ses ports de canons fermés jusqu'à s'être assez proche pour ouvrir feu. Les deux navires anglais ouvrent feu. Le navire anglais le Bonaventure ouvrir les ports sur le Profond en gardant le cap avec le vent, et voyant qu'il était dépassé par les canons du Profond, décide de s'enfuir. Le Profond chercha partit à leur poursuite avec d'Iberville et l'Envieux derrière eux.
D'Iberville, sur l'Envieux, fait feu sur la frégate anglaise le Newport, sous le commandement du capitaine Paxen, et brise ses mâts. Le mats tombèrent à proximité de l'Envieux, et ils baissent pavillon. D'Iberville donne le navire à M. de Bonaventure, qui le remet à Baptiste pour se rendre à la rivière Saint-Jean, ou il l'échoue.  
D'Iberville avec l'Envieux continua à pourchasser le vaisseau anglais le Sorlings, sous le commandement du capitaine Eames. Les tirs du navires français ne pouvaient pas rejoindre le navire anglais, mais la nuit tombe après trois heures de combat et le navire anglais quitte la baie de Fundy.

## Sources et bibliographie
- (en) Francis Parkman, France and England in North America: A series of historical narratives, partie 5, chap. 18, p. 388
- (en) Beamish Murdoch, A History of Nova-Scotia, Or Acadie, vol. I, James Barns, Printer and Publisher, 1865 (lire en ligne)
- (en) James Hannay, The history of Acadia, from its first discovery to its surrender to England
- (en) John Clarence Webster. Acadia at the End of the Seventeenth Century, Saint John, NB, The New Brunswick Museum, 1979, [lire en ligne]
- Joseph Marmette, Les Machabées de la Nouvelle-France : histoire d’une famille canadienne, 1641-1748, Québec, Léger Brousseau, 1878, 180 p. (lire en ligne)
- Charles La Roncière, Une épopée canadienne, Paris, La Renaissance du livre, coll. « La Grande Légende de la mer », 1930, 255 p.
- Charles La Roncière, Histoire de la Marine française : Le crépuscule du Grand règne, l’apogée de la Guerre de Course, t. 6, Paris, Plon, 1932, 674 p. (lire en ligne)
- Jean-Claude Castex. Dictionnaire des batailles navales franco-anglaises. 418p. Les Presses de l'Université Laval.